# 22-Pistepirkko
22-Pistepirkko (phát âm tiếng Phần Lan: [ˈkɑkskytkɑks ˈpistepːirkːo]), là một ban nhạc nổi tiếng của Phần Lan được thành lập vào năm 1980. Ban nhạc được thành lập tại một ngôi làng nhỏ nông thôn Utajärvi ở Bắc Phần Lan nhưng đã chuyển đến Helsinki, thủ đô của Phần Lan, vào năm 1985. Ban nhạc hiện sản xuất âm nhạc bằng tiếng Anh, mặc dù ban đầu ngôn ngữ sáng tác chính của họ là tiếng Phần Lan.
Các album đầu tiên của họ được lấy cảm hứng từ các biểu tượng nhạc rock and roll và underground như Bo Diddley và The Sonics, nhưng họ đã phát triển âm thanh độc đáo của mình bằng cách thêm các ảnh hưởng khác vào âm nhạc của họ. Ngày nay, họ chơi một hỗn hợp độc đáo nhưng đặc biệt của pop, punk, rock và electronica, và đạt được sự kết hợp này trước khi các nghệ sĩ như Primal Scream hay Beck phổ biến loại âm thanh này.
Trong chuyến lưu diễn châu Âu năm 2001 của 22-Pistepirkko, đạo diễn Andreas Haren Christiansen đã đi cùng ban nhạc và quay một bộ phim tài liệu Sleep good, rock well, được phát hành trên DVD vào năm 2005.

## Danh sách đĩa nhạc

### Album phòng thu
- Piano, rumpu ja kukka (1984)
- The Kings of Hong Kong (1987)
- Bare Bone Nest (1989)
- Big Lupu (1992)
- Rumble City, LaLa Land (1994)
- Zipcode (1996)
- Eleven (1998)
- Downhill City (1999)
- Rally of Love (2001)
- The Nature of 22-Pistepirkko (2002)
- Drops & Kicks (2005)
- (Well You Know) Stuff Is Like We Yeah! (2008)
- Lime Green Delorean (2011)

### Album cover
- Monochromeset (2006, dưới biệt danh The Others)

### Đĩa tổng hợp
- The Singles (5 CD và 1 DVD với 51 bài hát từ 20 đĩa đơn, 31 bài hát thu trực tiếp và 35 video)